# Yağiz Avci
Yağız Avcı, né le 2 février 1984, est un pilote de rallye turc.

## Biographie
Sa carrière débute en 2002, à 18 ans au rallye d'Anatolie sur Citroën Saxo.
Son père Nejat a remporté la Coupe d'Europe FIA des conducteurs catégorie Formule 2 (1,6 L.) en 1997, sur Renault Megane Maxi.

## Palmarès(au 01/12/2014)

### Titres
- Vainqueur de la Coupe d'Europe FIA des rallyes d'Europe de l'Est: 2012, copilote Bahadir Gucenmez (une victoire à Yalta);
- Quadruple Champion de Turquie des rallyes: 2009, 2010, 2011 et 2013 (Mitsubishi Lancer Evo IX (1), puis Ford Fiesta S2000 (3));
- Champion de Turquie des rallyes Juniors: 2008;
  - Vice-champion de Turquie des rallyes: 2012 et 2014;
  - 3e de la Coupe des deux roues motrices de l'Intercontinental Rally Challenge: 2008.

### Victoire en IRC
- Rallye de Yalta: 2012;

### Victoires en championnat de Turquie
- Rallye Hittite: 2007 et 2009 (sur Mitsubishi Lancer Evo IX), puis 2010 et 2013 (sur Ford Fiesta S2000), et 2014 (sur Mini Cooper S2000 1.6T);
- Rallye de Bursa: 2009, 2010 et 2013;
- Rallye de la Mer Égée: 2009 et 2013;
- Rallye ISOK d'Istanbul: 2009;
- Rallye de Mésopotamie: 2009;
- Rallye Kocaeli: 2010, 2011 et 2012;
- Rallye du Bosphore (Rallye d'Istanbul): 2011 (2e en 2009 et 2012);
- Rallye Via / Port d'Istanbul: 2011;
- Rallye Eskişehir: 2012;
- Rallye Kocaeli: 2012 et 2013.